# Лукич, Славко
Славко Лукич (серб. Славко Лукић; род. 14 марта 1989; Смедерево, Югославия) — сербский футболист, защитник.
Играл в молодёжной команде белградской «Црвена Звезды». На родине с 2007 года по 2013 год выступал за клубы «Морава», «Смедерево» и «Нови Пазар». В 2011 году выступал за шведский клуб «Лимхамн Бункефло». Также выступал за черногорскую «Сутьеску».
В 2015—2016 годах выступал за албанские клубы «Теута» и «Фламуртари». 2017 год провёл в словацком «Спартак Трнава». Первую половину 2018 года провёл в узбекистанском клубе «Насаф».
Сыграл 21 матч в 2011—2012 годах за молодёжную сборную Сербии.